# Bahri Kaya
Bahri Kaya (* 10. Juni 1957 in Trabzon) ist ein ehemaliger türkischer Fußballspieler, der zuletzt Trainer von Şanlıurfaspor war.

## Spielerkarriere

### Vereinskarriere
Bahri Kaya startete seine Profikarriere beim Istanbuler Bezirksklub Gedikpaşa. Von hier aus wechselte er im Sommer 1977 zu Fenerbahçe Istanbul. Obwohl er hier in seiner dreijährigen Tätigkeit nur Reservespieler war und nur sporadisch eingesetzt wurde, erreichte er mit seinem Verein einmal die türkische Fußballmeisterschaft und gewann einmal den türkischen Fußballpokal. Anschließend spielte er in den unteren türkischen Profiligen der Reihe nach bei Sakaryaspor, İskenderunspor und Vefa Istanbul.

### Nationalmannschaft
Bahri Kaya spielte 1979 insgesamt fünfmal für die zweite Auswahl der türkischen Nationalmannschaft.

## Trainerkarriere
Im März 2012 übernahm er den Trainerposten beim türkischen Zweitligisten Boluspor und verließ den Verein zum Saisonende.
Zum 4. Spieltag der Saison 2012/13 übernahm er den Zweitligisten Şanlıurfaspor und folgte damit Kemal Kılıç. Nach dem 24. Spieltag verließ er den Verein nach einer Vertragsauflösung im gegenseitigen Einvernehmen.

## Erfolge

### Als Spieler
- Fenerbahçe Istanbul:
  - Süper Lig (1): 1977/78
  - Türkischer Pokalsieger (1): 1979
  - TSYD Kupası (2): 1978/79, 1979/80
  - Başbakanlık Kupası (1): 1980